# Le Garçon dans l'arbre
Pour plus de détails, voir Fiche technique et Distribution.
Le Garçon dans l'arbre (Pojken I Tradet) est un film suédois réalisé par Arne Sucksdorff et sorti en 1961.
C'est le troisième long-métrage du réalisateur, mais le premier qui comporte une intrigue romancée.

## Synopsis
Un jeune garçon de seize ans, élevé comme ils le peuvent par des parents trop faibles, se lie d'amitié avec deux voyous, Max et Manne. Il pratiquent le braconnage de nuit sur les terres d'un châtelain, en déjouant la vigilance du garde forestier. Emu un instant par une jeune fille, il redoute un piège et s'enfuit seul à travers les bois. Le vieux châtelain le retrouve réfugié au sommet d'un arbre. Il lui fait savoir qu'il lui pardonne et lui demande de descendre de l'arbre, mais Göte se suicide d'un coup de fusil et tombe aux pieds du sexagénaire.

## Fiche technique
- Réalisation : Arne Sucksdorff
- Scénario : 	Arne Sucksdorff
- Photographie : Gunnar Fischer
- Décors : Jan Boleslaw
- Musique : Quincy Jones
- Production : Sandrew Rune Waldekranz
- Durée : 86 minutes
- Date de sortie : 25 septembre 1961[2].

## Distribution
- Tomas Bolme : Göte
- Heinz Hopf : Max
- Björn Gustafson : Manne
- Anders Henrikson : John Cervin
- Birgitta Pettersson : Marie, la soeur de Göte
- Åke Lindman : Sten Sundberg, le chasseur
- Barbro Hiort af Ornäs : la mère de Göte
- Björn Berglund : Johannes, le père de Göte
- Karin Juel : domestique